# اپکه زوندرلند
اپکه زوندرلند (به هلندی: Epke Zonderland) (زادهٔ ۱۶ آوریل ۱۹۸۶) ژیمناست هلندی در رشتهٔ بارفیکس است. او قهرمان یک دوره المپیک (۲۰۱۲ لندن) و دو دوره مسابقات جهانی (مسابقات جهانی ژیمناستیک هنری ۲۰۱۳ و مسابقات جهانی ژیمناستیک هنری ۲۰۱۴) است. زوندرلند را «هلندیِ در پرواز» لقب داده‌اند.